# 玉置桃
玉置 桃（たまおき もも、1994年9月16日 - ）は、北海道岩見沢市出身の日本人の女子柔道選手。階級は57kg級。身長162cm。リーチ163cm。段位は四段。組み手は右組み。得意技は大内刈。現在は三井住友海上に所属している。

## 経歴
柔道家だった両親の影響で、6歳の時に弟と一緒に柔道を始めると、妹もそれに続いた。その後、父親が自宅裏に開設した玉置塾で稽古するようになった。なお、世界選手権銅メダリストの永山竜樹もこの道場に通っていた。
光陵中学3年の時には全国中学校柔道大会48kg級で優勝を飾った。
高校は東京にある藤村女子高校に進むと、三井住友海上でも練習をこなすことになった。1年の時にインターハイに出場するが、3回戦で比叡山高校3年の遠藤宏美に背負投で敗れた。続く全日本ジュニアでは近畿大学2年の十田美里を指導3で破って、高校1年ながら優勝を果たした。しかし、世界ジュニアでは決勝で十田に0－3の判定で敗れて2位に終わった。2年のインターハイでは決勝で宮崎商業高校1年の山田樹に0－3の判定で敗れて2位だった。その後階級を52kg級に上げて講道館杯に出場するが、初戦で松商学園高校1年の出口クリスタに指導2で敗れた。3年のインターハイでも初戦で敗れた。なお、三井住友海上の練習では最初のうち一方的にやられていたが、3年になるとある程度対抗できるようになったという。
2013年にはオリンピックへの近道だとかねてから考えていた三井住友海上へ入社すると、階級も57kg級に上げた。実業団体ではチームの優勝に貢献した。実業個人選手権では準決勝でロンドンオリンピックで優勝して以来1年ぶりの復帰戦となった松本薫を有効で破るも、決勝でコマツの石川慈に腕挫十字固で敗れた。全日本ジュニアでは3位だったが、アジアジュニアでは優勝を飾った。
2014年の実業個人選手権でも石川に指導2で敗れて2位だった。全日本ジュニアでは山梨学院大学1年の出口を技ありで破って4年ぶり2度目の優勝を飾った。世界ジュニアでは決勝で出口を大外刈で破るなど、5試合オール一本勝ちで優勝を飾った。講道館杯では準決勝で石川に敗れるも3位となった。
2015年2月のヨーロッパオープン・ソフィアでは決勝で地元の選手に棄権負けした。4月の選抜体重別では準決勝でベネシードの松本に指導1で敗れた。5月のアジア柔道選手権では優勝を飾り、団体戦でも優勝した。
2016年6月の実業団体ではコマツと対戦した際に、寝技の名手である石川慈を片羽絞で破るなどしてチームの2連覇に貢献した。続くグランプリ・ブダペストでは準決勝でアメリカのマルティ・マロイを指導2で破ると、決勝ではコマツの宇高菜絵を指導3で破ってIJFワールド柔道ツアー初優勝を飾った。8月のリオデジャネイロオリンピックでは先輩の中村美里の付き人で同行して、オリンピックへの思いを強くした。常にアドバイスをしてくれていた父親が、広範脊柱管狭窄症という難病を患っていることもあって余計その気持ちが強くなった。実業個人選手権では決勝で石川を指導1で破って初優勝を飾った。12月のグランドスラム・東京では準決勝で宇高に敗れて3位だった。
2017年2月のヨーロッパオープン・オーバーヴァルトでは優勝した。4月の体重別では初戦でベネシードの小野彰子と対戦すると、GSに入ってからお互いに指導3を取られて両者反則負けを喫した。今大会での両者反則負けは1995年の男子95kg超級準決勝の小川直也対金野潤戦以来22年ぶりの珍事となった。この判定に対して玉置は、「意味分かんない」「両者反則負けがあると大会前に聞いてなかったので納得できない」と不満の意を表した。6月のグランプリ・フフホトでは決勝でリオデジャネイロオリンピック銀メダリストであるモンゴルのドルジスレン・スミヤと対戦すると、大内刈で技ありを先取するも終了直前に背負投で技ありを取り返された。しかし、GSに入ってから反則勝ちを収めて優勝を飾った。8月の実業個人選手権では決勝で自衛隊体育学校の金子瑛美を指導2で破って2連覇した。9月のグランプリ・ザグレブでは決勝で世界選手権3位であるイギリスのネコダ・スミス＝デイビスと対戦すると、GSを含めて8分近い戦いの末に反則勝ちを収めて優勝を飾った。11月の講道館杯では3位だった。12月のグランドスラム・東京では準々決勝でハンガリーのヘドヴィグ・カラカスに技ありで敗れるが、その後の3位決定戦でコマツに所属している台湾の連珍羚を横四方固で破って3位になった。
2018年3月のグランドスラム・エカテリンブルグでは準々決勝で世界チャンピオンとなったドルジスレンを9分近い戦いの末に背負投の技ありで破るも、準決勝でポルトガルのテルマ・モンテイロに技ありで敗れて3位だった。4月の体重別では決勝で会社の4年後輩となる舟久保遥香と対戦すると、指導2をリードされながら10分近い戦いの末に隅落で技ありを取って今大会初優勝を飾った。なお、世界選手権代表には選ばれなかったが、アジア大会代表に選ばれた。5月のグランプリ・フフホトでは準決勝でカナダに国籍を変更した出口クリスタに大外刈で敗れるが、3位決定戦でカラカスを破って3位になった。6月の実業団体では優勝した。8月のアジア大会では決勝で北朝鮮のキム・ジナと対戦すると、内股で技ありを先取されるも背負投で逆転勝ちするなどオール一本勝ちして優勝した。男女混合団体戦では初戦の韓国戦のみの出場だったが反則勝ちしてチームの勝利に貢献すると、その後チームは優勝を飾った。9月の世界団体では準々決勝のアゼルバイジャン戦のみの出場だったが一本勝ちすると、その後チームも優勝を飾った。試合後には、「欲を言えば決勝も出たかった。」「なぜ（自分が個人戦の）畳にいないのかと情けなくなった。ここからが勝負」とコメントした。11月のグランドスラム・大阪では準々決勝で出口に反則勝ち、準決勝で世界チャンピオンであるコマツの芳田司を終了直前に隅返の技ありで破るも、決勝ではカナダのジェシカ・クリムカイトに背負投の技ありで敗れて2位だった。12月のワールドマスターズでは初戦で出口を浮落で破るも、準々決勝でヨーロッパチャンピオンであるコソボのノラ・ジャコヴァに反則負けするが、敗者復活戦でドルジスレンを技あり、3位決定戦でもイギリスのネコダ・スミス＝デイビスを合技で破って3位になった。
2019年2月のグランドスラム・パリでは準々決勝で出口に大外刈で敗れるも3位になった。4月の体重別では準決勝で舟久保に反則勝ちするも、決勝で芳田に合技で敗れて2位だった。なお、昨年に続いて世界団体のメンバーには選出された。6月の実業団体ではコマツ戦で芳田を技ありで破るも、妹分として仲の良い63㎏級の鍋倉那美が一本負けしたためチームは2位にとどまった。7月のグランプリ・ザグレブでは準決勝まで全て一本勝ちするも、決勝でクリムカイトに反則負けを喫した。9月の世界団体では初戦の韓国戦で金知秀に反則勝ちするもその後出番はなかったが、チームは優勝を飾った。11月の講道館杯では決勝で舟久保を袖釣込腰の技ありで破って優勝した。11月のグランドスラム・大阪では準々決勝でドルジスレンに反則勝ち、準決勝で芳田を技ありで破ると、決勝では連珍羚を合技で破って優勝した。12月のワールドマスターズでは準決勝で芳田を技ありで破るも、決勝でキム・ジナにGSに入ってから技ありで敗れて2位だった。
2020年2月のグランドスラム・パリでは準々決勝で地元フランスのサラ＝レオニー・シジクに合技で敗れて3位だった。なお、東京オリンピック代表にはこれまでの成績が芳田司に及ばないと判断されて、選出されなかった。11月の講道館杯では準々決勝で桐蔭横浜大学1年の袴田佳名瑚に敗れると、敗者復活戦は棄権した。続いて、2021年に延期された東京オリンピックの補欠に選ばれた。12月には全日本選手権に出場すると、2回戦で48㎏級の選手である了徳寺大学職員の角田夏実に反則勝ちするも、3回戦で78㎏超級の選手であるコマツの冨田若春に有効で敗れた。
2021年3月のグランドスラム・タシケントでは決勝で連珍羚を送襟絞で破って優勝した。4月の体重別では初戦でコマツの鶴岡来雪に小外掛で敗れた。しかし、世界選手権代表には選出された。6月の世界選手権では準々決勝でモンテイロに反則勝ち、準決勝では出口をGSに入ってから大外巻込の技ありで破って、出口の東京オリンピック代表の夢を打ち砕いた。決勝では同じカナダのクリムカイトに小内刈の技ありで敗れて2位だった。11月のグランドスラム・バクーでは決勝で地元アゼルバイジャンのイチンホルロー・ムンフツェデフを崩上四方固で破って優勝した。
2022年2月のグランドスラム・パリでは準決勝で地元フランスのプリシラ・ネトが畳にスマホを持ち込んだことが発覚して反則勝ちするも、決勝では舟久保に反則負けして、6度目の対戦で初めて敗れて2位にとどまった。4月の体重別では準決勝で舟久保に反則負けして3位だった。なお、世界団体のメンバーに選ばれた。5月の実業団体では3戦全勝でチームの優勝に貢献した。8月のアジア選手権では準決勝で連に反則勝ちすると、決勝で中国のチ・カイを技ありで破って優勝した。団体戦で日本チームは6人のうち4人しか出場しなかったため後のない戦いを強いられることになったが、決勝のモンゴル戦でルハグバトゴー・エンフリーレンに反則負けを喫するも、その後全員が勝ったことでチームは優勝した。10月の世界団体では予選のみの出場だったが勝利を収めると、その後チームも優勝を飾った。10月の講道館杯では決勝で芳田に反則勝ちして優勝した。。12月のグランドスラム・東京では準決勝で芳田に内股で敗れて3位だった。
2023年3月のグランドスラム・タシケントでは決勝でジョージアのエテリ・リパルテリアニを横四方固で破るなどオール一本勝ちして優勝した。なお、世界団体のメンバーに選ばれた。4月の体重別では初戦で日本エースサポートの髙野綺海に反則負けを喫した。5月の世界団体では予選のみの出場だったが勝利すると、その後チームも優勝を飾った。6月の実業団体では2位だった。続くグランドスラム・ウランバートルでは2回戦でイギリスのネコダ・スミス＝デイビスに反則負けを喫した。9月のアジア大会では準決勝まで全て一本勝ちするも、決勝で連珍羚に技ありで敗れて今大会2連覇はならなかった。団体戦では準決勝の韓国戦でホ・ミミを技ありで破ると、決勝のウズベキスタン戦では今大会の個人戦52㎏級で優勝したディヨラ・ケルディヨロワを横四方固で破ってチームの優勝に貢献した。11月の講道館杯では準決勝でパーク24の古賀ひよりに技ありで敗れて3位だった。12月のグランドスラム・東京では2回戦でクリムカイトに技ありで敗れた。
2024年2月のグランドスラム・パリでは3回戦で出口に技ありで敗れた。4月の体重別では決勝で高野を技ありで破って優勝した。なお、世界選手権代表に選出された。5月の世界選手権では準決勝で出口に技ありで敗れるも、3位決定戦でモンゴルのルハグバトゴー・エンフリーレンに反則勝ちして3位になった。世界団体では決勝のフランス戦でファイザ・モクダルを技ありで破ってチームの優勝に貢献した。12月のグランドスラム・東京では準決勝で大阪府警の足達実佳に技ありで敗れると、3位決定戦でもモンゴルのテルビシュ・アリウンザヤに技ありで敗れて5位だった。
2025年2月のグランドスラム・バクーでは決勝で高野に反則勝ちして優勝した。4月の体重別では決勝で自衛隊体育学校の渕田萌生を有効で破って優勝した。なお、世界選手権代表に選ばれた。5月のグランドスラム・アスタナでは決勝でフランスのファイザ・モクダルに技ありで敗れて2位だった。6月の世界選手権では準決勝でシジクに反則勝ちするも、決勝でリパルテリアニに合技で敗れて2位だった。世界団体では準決勝のジョージア戦でリパルテリアニと対戦すると、有効を先取しながら浮技で逆転負け喫して、チームも3位にとどまった。
IJF世界ランキングは4780ポイント獲得で7位(25/6/2現在)。

## 戦績
- 2008年 -　全国中学校柔道大会　5位(44kg級)

48kg級での戦績
- 2009年 -　チューリンゲンカデ国際　優勝
- 2009年 -　全国中学校柔道大会　優勝
- 2010年 -　全日本ジュニア　優勝
- 2010年 -　世界ジュニア　2位
- 2010年 -　講道館杯　7位
- 2011年 -　韓国ジュニア国際　優勝
- 2011年 -　インターハイ　2位
- 2011年 -　全日本ジュニア　5位

57kg級での戦績
- 2013年 -　実業団体　優勝
- 2013年 -　実業個人選手権　2位
- 2013年 -　全日本ジュニア　3位
- 2013年 -　アジアジュニア　優勝
- 2014年 -　実業団体　2位
- 2014年 -　ポーランドジュニア国際　優勝
- 2014年 -　実業個人選手権　2位
- 2014年 -　全日本ジュニア　優勝
- 2014年 -　世界ジュニア　優勝
- 2014年 -　講道館杯　3位
- 2015年 -　ヨーロッパオープン・ソフィア　2位
- 2015年 -　選抜体重別　3位
- 2015年 -　アジア柔道選手権　個人戦　優勝　団体戦　優勝
- 2015年 -　実業団体　優勝
- 2015年 - グランプリ・ブダペスト　3位
- 2015年 -　グランプリ・青島　5位
- 2016年 -　実業団体　優勝
- 2016年 - グランプリ・ブダペスト　優勝
- 2016年 -　実業個人選手権　優勝
- 2016年 -　講道館杯　5位
- 2016年 -　グランドスラム・東京　3位
- 2017年 -　ヨーロッパオープン・オーバーヴァルト　優勝
- 2017年 - グランプリ・フフホト　優勝
- 2017年　- 実業個人選手権　優勝
- 2017年 -　グランプリ・ザグレブ　優勝
- 2017年 -　講道館杯　3位
- 2017年 -　グランドスラム・東京　3位
- 2018年 -　グランドスラム・エカテリンブルグ　3位
- 2018年 -　体重別　優勝
- 2018年 -　グランプリ・フフホト　3位
- 2018年 -　実業団体　優勝
- 2018年 - アジア大会　個人戦　優勝　団体戦　優勝
- 2018年 -　世界団体　優勝
- 2018年 -　グランドスラム・大阪　2位
- 2018年 -　ワールドマスターズ　3位
- 2019年 - グランドスラム・パリ　3位
- 2019年 - 選抜体重別　2位
- 2019年 -　実業団体　2位
- 2019年 - グランプリ・ザグレブ　2位
- 2019年 - 世界団体　優勝
- 2019年 -　講道館杯　優勝
- 2019年 -　グランドスラム・大阪　優勝
- 2019年 -　ワールドマスターズ　2位
- 2020年 -　グランドスラム・パリ　3位
- 2020年 -　講道館杯　7位
- 2021年 -　グランドスラム・タシケント　優勝
- 2021年 -　世界選手権　2位
- 2021年 -　グランドスラム・バクー 優勝
- 2022年 -　グランドスラム・パリ　2位
- 2022年 - 選抜体重別　3位
- 2022年 -　実業団体　優勝
- 2022年 -　アジア選手権 個人戦　優勝　団体戦　優勝
- 2022年 -　世界団体 優勝
- 2022年 -　講道館杯　優勝
- 2022年 -　グランドスラム・東京　3位
- 2023年 -　グランドスラム・タシケント　優勝
- 2023年 -　世界団体 優勝
- 2023年 -　実業団体　2位
- 2023年 - アジア大会 個人戦　2位　団体戦　優勝
- 2023年 -　講道館杯　3位
- 2024年 -　体重別　優勝
- 2024年 - 世界選手権　3位
- 2024年 -　世界団体 優勝
- 2024年 - グランドスラム・東京　5位
- 2025年 - グランドスラム・バクー　優勝
- 2025年 - 体重別　優勝
- 2025年 -　グランドスラム・アスタナ　2位
- 2025年 - 世界選手権　2位
- 2025年 - 世界団体　3位

(出典、JudoInside.com)